# Skovuniverset
 Skovuniverset  er den almindelige betegnelse blandt fans for universet i skoven omkring Andeby, det sidste formoder man, fordi også figurer fra Anders Ands univers kan komme på besøg her ind imellem. 
Figurerne kommer fra vidt forskellige af Walt Disneys tegnefilm og har alle det tilfælles, at de enten er skovdyr eller bare bor i skoven. I serieform har de fleste af dem deres egen serie, men de dukker også op i hinandens serier som bifigurer og skurke. Som skurk møder vi ofte den heks, som den onde dronning fra Snehvide og de syv  dværge forvandlede sig til, men hun har intet navn og har en hytte i skoven. Nu har ingen af figurerne fra Bambi fået deres egen serie på noget tidspunkt, men meget oplagt har de optrådt i dette skovunivers som bipersoner fra tid til anden, det har især været titelfiguren og kaninen Stampe.
Nogle af dyrene er så menneskeliggjorte, at de bor i typisk amerikanske huse fra landet, f.eks. Store Stygge Ulv, andre lever som dyr selvom de taler og føler som mennesker, f.eks. Chip og Chap.
Der kan så komme besøg fra byen. Anders And selv dukker især op i forbindelse med et klammeri med Chip og Chap og en enkelt gang har Store Stygge Ulv gået på jagt efter ham for at få andesteg, men han har så også gået på hønsetyveri hos Bedstemor And, hvis gård så må ligge tæt ved skoven. Pluto har fået hjælp af Lille Stygge Ulv. Men ellers er det for det meste et univers separeret fra Andeby.

## Figurer i skovuniverset
- Bongo – bortløben cirkusbjørn.
- Bror Kanin
- Bror Ræv
- Chip og Chap
- De syv små dværge
- De tre små grise
- Gårdmand Bjørn
- Knortekæbe
- Lille Stygge Ulv
- Store Stygge Ulv
- Madam Mim
- Tim og Bum

 Der er for få eller ingen kildehenvisninger i denne artikel, hvilket er et problem. Du kan hjælpe ved at angive troværdige kilder til de påstande, som fremføres i artiklen.